# 1887 en mathématiques
Cet article présente les faits marquants de l'année 1887 en mathématiques.

## Naissances
- 14 janvier : Hugo Steinhaus (mort en 1972), mathématicien polonais.
- 16 janvier : René Garnier (mort en 1984), mathématicien français.
- 11 mars : Walther Mayer (mort en 1948), mathématicien autrichien.
- 22 avril : Harald Bohr (mort en 1951), mathématicien danois.
- 11 mai : Griffith C. Evans (mort en 1973), mathématicien américain.
- 23 mai : Thoralf Skolem (mort en 1963), mathématicien et logicien norvégien.
- 10 juin : Vladimir Smirnov (mort en 1974), mathématicien russe.
- 18 juin : Waloddi Weibull (mort en 1979), ingénieur et mathématicien suédois.
- 22 juillet : Josephine Burns Glasgow (morte en 1969), mathématicienne américaine.
- 13 août : Otto Nikodym (mort en 1974), mathématicien polonais.
- 14 septembre : Simion Stoilow (mort en 1961), diplomate et mathématicien roumain.
- 20 septembre : Erich Hecke (mort en 1947), mathématicien allemand.
- 11 octobre : Lucien Godeaux (mort en 1975), mathématicien belge.
- 22 octobre : Felix Iversen (mort en 1973), mathématicien finlandais.
- 12 décembre : Guido Ascoli (mort en 1957), mathématicien italien.
- 13 décembre : George Pólya (mort en 1985), mathématicien américain d'origine hongroise.
- 16 décembre : Johann Radon (mort en 1956), mathématicien autrichien.
- 22 décembre : Srinivasa Ramanujan (mort en 1920), mathématicien indien.

- Paul Poulet (mort en 1946), mathématicien belge.